# Накло над Нотећом
Накло над Нотећом (пољ. Nakło nad Notecią) град је у Пољској у Војводству кујавско-поморском. По подацима из 2012. године број становника у месту је био 19 294.

## Становништво
| 2012.  |
| ------ |
| 19 294 |